# 梅尔文·伊莱
梅尔文·安德森·伊莱（英語：Melvin Anderson Ely，1978年5月2日—，出生于伊利诺伊州哈维，美国职业篮球运动员。